# Ryco Jazz
Ryco Jazz, aussi stylisé RyCo Jazz ou Ry-Co Jazz, est un groupe de rumba congolaise, originaire de Leopoldville (aujourd'hui Kinshasa en RDC).

## Histoire
Le groupe est formé par le guitariste Henri Bowane en 1958. Le groupe tire son nom de la contraction de « Rythmes Congolais » ce qui donne Ryco Jazz. Entre 1960 et 1964, le groupe se produit au Ghana, Côte d'Ivoire, Liberia, Guinée, Sierra Leone, Gambie. Il va résider à Dakar (Sénégal) où il enregistre un disque sous le label parisien Vogue. En 1964, les Ryco Jazz arrivent à Paris, en France, où ils se produisent de nombreuses fois.
En 1967, ils se rendent aux Antilles et jouent à la Martinique. Le groupe importe, la même année, la rumba congolaise aux Antilles, sous la forme du tumbélé, associant rythme entraînant et danse syncopée, qui est fortement plébiscité par le public martiniquais et guadeloupéen. Son influence a contribué fortement à l'évolution de la musique martiniquaise, avant le passage par le compas haïtien, étape de l'évolution de la musique populaire de la Martinique vers le zouk actuel.
Le groupe compte un seul et unique album studio, Rumba 'Round Africa, et est bien accueilli par la presse spécialisée, notamment par le Q Magazine.
En 1971, de retour à Paris, le groupe se sépare, chaque musicien allant poursuivre une carrière dans d'autres formations. Le guitariste Jerry Malekani décède le 18 juillet 2011.

## Membres
- Freddy N'KounKou - chant
- M'Bilia Casino - congas, chant
- Jerry Malekani - guitare (1966-1972, décédé le 18 juillet 2011)
- Pierre N'Dinga - guitare
- Panda Gracia - basse
- Fidel Bateke - clarinette
- Jean-Serge Essous - saxophone
- Chico Gelman - clavier
- Marie-Jo Prajet - congas
- Jean Dikoto Mandengue - guitare